# (1664) Felix
(1664) Felix es un asteroide que forma parte del cinturón de asteroides y fue descubierto por Eugène Joseph Delporte el 4 de febrero de 1929 desde el Real Observatorio de Bélgica, Uccle.

## Designación y nombre
Felix recibió inicialmente la designación de 1929 CD.
Más tarde se nombró en honor del escritor belga Felix Timmermans (1886-1947).

## Características orbitales
Felix orbita a una distancia media de 2,339 ua del Sol, pudiendo alejarse hasta 2,864 ua. Tiene una excentricidad de 0,2247 y una inclinación orbital de 6,119°. Emplea en completar una órbita alrededor del Sol 1306 días.